# Крістіна Шефер
Крістіна Шефер (нім. Christine Schäfer, нар. 3 березня 1965, Франкфурт) — німецька оперна співачка (сопрано).

## Біографія
Народилася у Франкфурті. З 1984 по 1991 рік навчалася в Берлінському університеті мистецтв, де її вчителями були Інгрід Фігур, Аріберт Райман і Дітріх Фішер-Діскау. Також відвідувала майстер-класи Арлін Ожер і Сребренки Юринац.
Після закінчення навчання в 1992 році, Шефер почала співати в оперному театрі в Інсбруку. Наступного року вона дебютувала в США, виконавши в Сан-Франциско роль Софі в «Кавалері троянди».

## Репертуар
У репертуарі Шефер кілька барокових опер, кантати Баха, багато ролей Моцарта, а саме ролі Констанції («Викрадення із сералю»), Керубіно («Весілля Фігаро»), Паміни («Чарівна флейта») і Сервілії («Милосердя Тіта»).
Шефер також виконує сучасні композиції, такі як Місячний П'єро Арнольда Шенберга і Pli selon pli П'єра Булеза. Інші записи включають пісні Роберта Шумана, Зимову подорож Франца Шуберта, а також пісні Ернеста Шоссона і Клода Дебюссі.

## Особисте життя
Шефер має двох дітей від її відносин з режисером Олівером Геррманном, який помер у 2003 році. Шефер і Геррманн співпрацювали на кінопроєктах «Любов поета» Роберта Шумана і «Місячний П'єро» Арнольда Шенберга.